# Ritchie Kitoko
Ritchie Kitoko (Kinshasa, 11 giugno 1988) è un ex calciatore congolese (Repubblica Democratica del Congo) naturalizzato belga, di ruolo centrocampista.

## Carriera

### Club
Cresciuto nelle giovanili dello Standard Liegi, viene notato dagli osservatori dell'Albacete, squadra spagnola di Seconda Divisione. Gioca 3 anni in Spagna sia con la prima squadra dell'Albacete che con la seconda. Il 20 agosto 2009 passa all'Udinese seguendo così Romero che nel giugno dello stesso anno passò sempre dalla società spagnola all'Udinese.

### Nazionale
Faceva parte della Nazionale di calcio del Belgio Under-21, con la quale ha segnato la sua prima rete il 4 settembre 2009 contro Malta in una partita valida per le qualificazioni all'Europeo Under-21 2011.